# Landtagswahlkreis Nordwestmecklenburg II
Der Landtagswahlkreis Nordwestmecklenburg II ist ein Landtagswahlkreis in Mecklenburg-Vorpommern. Er umfasst vom Landkreis Nordwestmecklenburg die Gemeinde Insel Poel sowie die Ämter Dorf Mecklenburg-Bad Kleinen, Gadebusch,  Lützow-Lübstorf, Neuburg und Neukloster-Warin.

## Wahl 2021
Bei der Landtagswahl in Mecklenburg-Vorpommern 2021 gab es in diesem Wahlkreis folgendes Ergebnis:
| Partei               | Direktkandidat    | Erststimmen      | Zweitstimmen     |
| -------------------- | ----------------- | ---------------- | ---------------- |
| SPD                  | Martina Tegtmeier | 34,7 %           | 41,6 %           |
| AfD                  | Sebastian Beyer   | 18,3 %           | 16,9 %           |
| CDU                  | Christiane Berg   | 16,5 %           | 13,2 %           |
| Die LINKE            | Björn Griese      | 11,3 %           | 9,7 %            |
| GRÜNE                | Anne Shepley      | 6,1 %            | 5,4 %            |
| FDP                  | Luise Vogler      | 6,2 %            | 5,7 %            |
| NPD                  | –                 | -                | 0,7 %            |
| Tierschutzpartei     | –                 | –                | 1,0 %            |
| Freier Horizont      | –                 | –                | 0,3 %            |
| Die PARTEI           | Philipp Finaske   | 1,1 %            | 0,7 %            |
| FREIE WÄHLER         | Burkhard Biemel   | 3,2 %            | 1,3 %            |
| PIRATEN              | –                 | –                | 0,4 %            |
| LKR                  | –                 | –                | 0,0 %            |
| DKP                  | –                 | –                | 0,1 %            |
| Bündnis C            | –                 | –                | 0,1 %            |
| TIERSCHUTZ hier!     | –                 | –                | 0,4 %            |
| dieBasis             | Gabriel Halfmann  | 2,3 %            | 1,6 %            |
| DiB                  | –                 | –                | 0,1 %            |
| FPA                  | Florian Mehs      | 0,4 %            | 0,2 %            |
| ÖDP                  | –                 | –                | 0,1 %            |
| Die Humanisten       | –                 | –                | 0,1 %            |
| Gesundheitsforschung | –                 | –                | 0,2 %            |
| Team Todenhöfer      | –                 | –                | 0,1 %            |
| UNABHÄNGIGE          | –                 | –                | 0,2 %            |
| Wahlberechtigte      | 47.593 Einwohner  | 47.593 Einwohner | 47.593 Einwohner |
| Wahlbeteiligung      | 72,0 %            | 72,0 %           | 72,0 %           |

## Wahl 2016
Bei der Landtagswahl in Mecklenburg-Vorpommern 2016 gab es folgende Ergebnisse:
| Partei           | Direktkandidaten  | Erststimmen      | Zweitstimmen     |
| ---------------- | ----------------- | ---------------- | ---------------- |
| SPD              | Martina Tegtmeier | 31,9 %           | 34,4 %           |
| CDU              | Christiane Berg   | 20,5 %           | 18,1 %           |
| DIE LINKE        | Björn Griese      | 13,8 %           | 11,9 %           |
| GRÜNE            | Regina Groß       | 4,1 %            | 4,1 %            |
| NPD              | –                 | –                | 2,8 %            |
| FDP              | Daniel Bohl       | 3,6 %            | 3,2 %            |
| PIRATEN          | –                 | –                | 0,6 %            |
| FAMILIE          | –                 | –                | 0,9 %            |
| FREIE WÄHLER     | Claus Adamoschek  | 1,6 %            | 0,9 %            |
| Die PARTEI       | –                 | –                | 0,3 %            |
| Die Achtsamen    | Adolf Wittek      | 1,5 %            | 0,5 %            |
| ALFA             | –                 | –                | 0,2 %            |
| AfD              | Leif-Erik Holm    | 23,1 %           | 20,1 %           |
| Bündnis C        | –                 | –                | 0,1 %            |
| DKP              | –                 | –                | 0,1 %            |
| Freier Horizont  | –                 | –                | 0,9 %            |
| Tierschutzpartei | –                 | –                | 0,9 %            |
| Wahlberechtigte  | 47.126 Einwohner  | 47.126 Einwohner | 47.126 Einwohner |
| Wahlbeteiligung  | 63,8 %            | 63,8 %           | 63,8 %           |

## Wahl 2011
Bei der Landtagswahl in Mecklenburg-Vorpommern 2011 kam es zu folgenden Ergebnissen:
| Partei          | Direktkandidat    | Erststimmen     | Zweitstimmen    |
| --------------- | ----------------- | --------------- | --------------- |
| SPD             | Martina Tegtmeier | 39,1 %          | 40,5 %          |
| CDU             | Christiane Berg   | 26,1 %          | 21,7 %          |
| DIE LINKE       | Björn Griese      | 17,2 %          | 16,8 %          |
| GRÜNE           | Ulrich Chillian   | 7,7 %           | 7,8 %           |
| NPD             | Alf Börm          | 5,0 %           | 5,2 %           |
| FDP             | Daniel Bohl       | 2,8 %           | 2,8 %           |
| FAMILIE         |                   |                 | 1,7 %           |
| FREIE WÄHLER    | Klaus Dorin       | 2,1 %           | 1,4 %           |
| PIRATEN         |                   |                 | 1,1 %           |
| AB              |                   |                 | 0,2 %           |
| Die PARTEI      |                   |                 | 0,2 %           |
| APD             |                   |                 | 0,2 %           |
| ödp             |                   |                 | 0,1 %           |
| AUF             |                   |                 | 0,1 %           |
| PBC             |                   |                 | 0,1 %           |
| REP             |                   |                 | 0,1 %           |
| Wahlberechtigte | 48430 Einwohner   | 48430 Einwohner | 48430 Einwohner |
| Wahlbeteiligung | 54,0 %            | 54,0 %          | 54,0 %          |

## Wahl 2006
Bei der Landtagswahl in Mecklenburg-Vorpommern 2006 kam es zu folgenden Ergebnissen:
| Partei          | Direktkandidat     | Erststimmen     | Zweitstimmen    |
| --------------- | ------------------ | --------------- | --------------- |
| SPD             | Martina Tegtmeier  | 33,9 %          | 33,9 %          |
| CDU             | Ulrich Born        | 31,3 %          | 27,5 %          |
| PDS             | Wolfgang Griese    | 15,8 %          | 14,5 %          |
| FDP             | Hans Kreher        | 10,1 %          | 11,5 %          |
| NPD             | Nancy Barth        | 6,1 %           | 6,0 %           |
| GRÜNE           | Michael Finkenthei | 2,9 %           | 3,1 %           |
| FAMILIE         |                    |                 | 1,4 %           |
| GRAUE           |                    |                 | 0,5 %           |
| WASG            |                    |                 | 0,3 %           |
| Deutschland     |                    |                 | 0,3 %           |
| Bündnis für M-V |                    |                 | 0,2 %           |
| AGFG            |                    |                 | 0,2 %           |
| PBC             |                    |                 | 0,2 %           |
| Offensive D     |                    |                 | 0,2 %           |
| APD             |                    |                 | 0,1 %           |
| AB              |                    |                 | 0,1 %           |
| Wahlberechtigte | 50305 Einwohner    | 50305 Einwohner | 50305 Einwohner |
| Wahlbeteiligung | 61,7 %             | 61,7 %          | 61,7 %          |

## Wahl 2002
Bei der Landtagswahl in Mecklenburg-Vorpommern 2002 kam es zu folgenden Ergebnissen:
| Partei          | Direktkandidat   | Erststimmen     | Zweitstimmen    |
| --------------- | ---------------- | --------------- | --------------- |
| SPD             | Siegfried Friese | 43,8 %          | 43,0 %          |
| CDU             | Ulrich Born      | 33,6 %          | 31,2 %          |
| PDS             | Wolfgang Griese  | 16,0 %          | 14,1 %          |
| FDP             | Hans Kreher      | 6,7 %           | 4,9 %           |
| GRÜNE           |                  |                 | 2,7 %           |
| Schill          |                  |                 | 1,9 %           |
| SPASSPARTEI     |                  |                 | 0,6 %           |
| NPD             |                  |                 | 0,5 %           |
| Bürgerpartei MV |                  |                 | 0,3 %           |
| REP             |                  |                 | 0,2 %           |
| GRAUE           |                  |                 | 0,2 %           |
| PBC             |                  |                 | 0,1 %           |
| V.P.M.V.        |                  |                 | 0,1 %           |
| SLP             |                  |                 | 0,0 %           |
| Wahlberechtigte | 46103 Einwohner  | 46103 Einwohner | 46103 Einwohner |
| Wahlbeteiligung | 70,2 %           | 70,2 %          | 70,2 %          |